# Czerkiesi w Jordanii

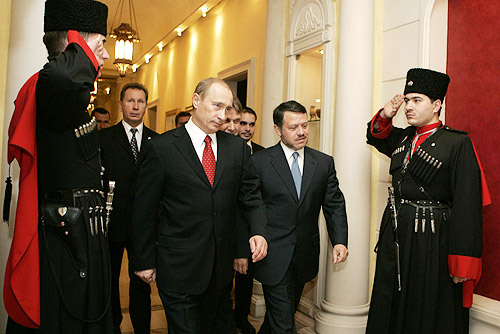
Gwardia Czerkieska podczas wizyty Władimira Putina u króla Abd Allaha II w Ammanie, 2007

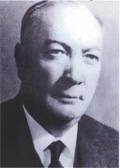
Sa’id al-Mufti, wieloletni przywódca społeczności Czerkiesów jordańskich, jordański premier i wielokrotny minister

Czerkiesi w Jordanii − ludność czerkieska osiadła na terenie Jordanii od XIX wieku, po wysiedleniu z Kaukazu Północnego przez Imperium Rosyjskie.

## Historia
W ramach podboju Kaukazu Północnego Rosja dokonała czystki etnicznej na ludności Czerkiesji. Według działaczy czerkieskich podczas wojny na Kaukazie zginęło 1,5 mln Czerkiesów, zaś po 1864 roku ludność ta została uznana za osmańskich agentów i zmuszona do emigracji. Czerkiesi w Imperium Osmańskim byli początkowo osiedlani na ziemiach bułgarskich, jednak po wojnie rosyjsko-tureckiej z lat 1877–1878 i powstaniu państwa bułgarskiego musieli je opuścić. Wówczas władze tureckie postanowiły wykorzystać Czerkiesów oraz Czeczenów do wzmocnienia prowadzonej od końca lat 60. XIX w. akcji osadniczej w Transjordanii. Spodziewano się, że górale kaukascy będą z powodzeniem zakładać nowe osady i poszerzać obszar użytkowany rolniczo, a w razie potrzeby będą w stanie obronić się przed atakami wędrownych plemion beduińskich. Założenia te okazały się trafne. Osady czerkieskie powstawały na terenach, które rząd turecki uważał za strategicznie istotne i miały wzmacniać autorytet sułtana w oczach koczowniczej ludności.
Pierwsza większa osada czerkieska została rozlokowana na ruinach starożytnego Ammanu w 1878 roku. Jako następne powstały wsie Wadi as-Sir (w 1880), Dżarasz (1885), Na′ur (1900), Suwajlih (1905) i Audat Rusajfa (1909). Osadzenie kilkunastu tysięcy Czerkiesów, a następnie również Turkmenów i Arabów palestyńskich, pozwoliło Osmanom na odbudowanie rolnictwa w okręgu Balka, a ludność koczowniczą zmusiło do przeniesienia się na wschód, na obszary pustynne lub do przejścia na osiadły tryb życia. Po otwieraniu kolejnych odcinków linii kolejowej z Damaszku do Mekki (ostatecznie dotarła jedynie do Medyny) spośród Czerkiesów rekrutowano milicjantów broniących szlaku kolejowego. Budowa stacji w Ammanie pozwoliła na szybki rozwój miejscowości, które z czerkieskiej osady szybko stało się ośrodkiem ważniejszym niż stolica prowincji - As-Salt. Amman był zamieszkany głównie przez Czerkiesów jeszcze w pierwszych latach po I wojnie światowej.
Ludność czerkieska w Emiracie Transjordanii, a następnie w niepodległej Jordanii ulegała stopniowej asymilacji. W 1971 roku narodowość czerkieską deklarowało 0,5-1% obywateli jordańskich. Ludność ta niemal całkowicie wyznawała islam sunnicki. Czerkiesi w większości tworzą osobistą gwardię króla Jordanii, w II połowie XX wieku pełniącą już głównie ceremonialne funkcje. W 1987 roku w Jordanii żyło 65 tys. Czerkiesów, oficjalne szacunki państwowe wskazywały liczby od 20 do 80 tys. Pierwotnie jordańscy Czerkiesi tradycyjnie wstępowali do armii, z czasem zaczęli wykonywać również inne zawody; ich znaczenie i prestiż w społeczeństwie Jordanii pozostaje większe, niż ich procentowy udział w ogólnej liczbie ludności.